# Grande Rue des Stuarts
La Grande Rue des Stuarts est une voie de Dol-de-Bretagne, en Ille-et-Vilaine (France).

## Situation et accès
Située dans le quartier Bourg Sainte-Marie la « Grande Rue des Stuarts » est, avec la rue Lejamptel, l'artère principale et commerçante de Dol-de-Bretagne.

## Origine du nom
Elle rend hommage à la famille Stewart/Stuart qui a donné son nom à une dynastie de rois et reines d'Écosse, d'Angleterre et d'Irlande, dont le fondateur de cette Maison, Walter fitz Alan était l'arrière petit-fils d'Alain Dapifer, noble breton qui était sénéchal de Dol-de-Bretagne.

## Historique
Cette voie qui était autrefois dénommée « Grande Rue », car c'était la rue principale et commerçante de Dol-de-Bretagne, a reçu le 10 septembre 1967 la dénomination de « Grande Rue des Stuarts ».

## Bâtiments remarquables et lieux de mémoire
- no 1 : Mairie
- no 4 :  Maison à porche du XVIe siècle, remaniée au XIXe siècle[1]
- nos 6-8 : Maison, dite Le Grand Croissant, du XVIe siècle[2]
- no 9 : Maison à porche du XVIe siècle, remaniée en façade au XIXe siècle[3]
- no 10 :  Maison à porche du XVIe siècle, remaniée au XIXe siècle[4]
- no 11 :  Maison à porche du XVIe siècle[5]
- no 12 : Maison à pan de bois, dite Le Pilier Blanc, du XVIe siècle[6]
- no 13 :  Maison à porche, dite Les Trois Pigeons, du XVe siècle ou du XVIe siècle[7]
- no 14 : Maison, dite Le Petit Paradis, du XVIe siècle
- no 15 : Maison à porche du XVe siècle[8]
- no 16 : Maison, dite Le Grand Paradis, du XVe siècle[9]
- no 17 :  Maison des Petits Palets
- no 18 : Maison à porche, dite L'Enfer où de la Croix verte, du XVe siècle[10]
- no 20 : Maison à boutique reconstruite vers 1865, sur une structure de maison à porche du XVIe siècle[11]
- no 23 : Maison, dite du Coin Renforcé, habitée par l'historien et folkloriste François Duine[12]
- no 27 : Maison à porche, dite de la Guillotière, du XVe siècle[13]
- no 32 : Maison, dite La Cour Chartier, du XVe siècle[14]
- no 33 : Maison, dite des Trois Bécasses, datée de 1617[15]
- no 34-36 : Manoir, dit hôtel de Plédran, du XVe siècle qui appartenait à la famille de Plédran qui a compté parmi ses membres Mathurin de Plédran évêque de Dol de 1504 à 1521[16]
- no 40 : Maison datée 1783[17]
- no 45 : Petit immeuble construit en 1786, juste après la démolition de la porte Notre-Dame[18]